# نیناس
نیناس (انگلیسی: Nynas) شرکت پالایش نفت سوئدی است، که در سال ۱۹۲۸ تأسیس شد.
مرکز اصلی شرکت واقع در منطقه ویژه اقتصادی یوتبری سوئد واقع گردیده است. محصول عمده شرکت روغن ترانسفورماتور، قیر و لاستیک هست.
این شرکت در جاهای مختلف از قبیل انگلستان و بلژیک کارخانه‌هایی را دارد و انبارهایی نیز در مناطق آزاد کشورهای مختلف در اختیار دارد و مدیریت منطقه‌ای از قبیل امارات تعیین نموده و در کشورهای مختلف نیز  نمایندگی‌های مختلفی دارد.
عامل فروش ایران نیز وبسایت www.Nynas.ir در حال ارائه کالا به مشتریان می‌باشد که گاهگاهی به دلیل تحریم از شبکه خارج شده و دوباره سایت فعال می‌گردد.